# Teorema di Cantor
In matematica, e in particolare nella teoria degli insiemi di Zermelo - Fraenkel (ZF), il teorema di Cantor, sviluppato dall'omonimo matematico tedesco Georg Cantor, afferma che per ogni insieme {\displaystyle A} di cardinalità arbitraria (finita o infinita), il suo insieme delle parti {\displaystyle {\mathcal {P}}(A)} ha cardinalità strettamente maggiore:
{\displaystyle |{\mathcal {P}}(A)|>|A|.}
La relazione che lega la cardinalità di {\displaystyle A} con quella di {\displaystyle {\mathcal {P}}(A)} è espressa dalla disequazione {\displaystyle |A|<2^{|A|}}.
Nel caso in cui {\displaystyle A} sia un insieme con cardinalità numerabile, sotto l'ipotesi del continuo, il suo insieme delle parti è un insieme con cardinalità non numerabile. Come conseguenza importante, si ha che l'insieme delle parti dei numeri naturali {\displaystyle {\mathcal {P}}(\mathbb {N} )} (dove {\displaystyle \mathbb {N} } è un infinito numerabile con cardinalità {\displaystyle \aleph _{0}=|\mathbb {N} |}) è un infinito non numerabile, con cardinalità uguale alla cardinalità dei numeri reali {\displaystyle \mathbb {R} }, cioè la cardinalità del continuo.
Il teorema di Cantor ha avuto un impatto immediato e importante sulla filosofia della matematica. Ad esempio, nell'applicare iterativamente l'insieme delle parti di un insieme infinito e successivamente il teorema di Cantor, otteniamo una gerarchia infinita di cardinalità infinite, ognuna strettamente maggiore della precedente. Di conseguenza, il teorema implica che non esiste una cardinalità massima per un dato insieme, o equivalentemente, che i livelli gerarchici delle cardinalità infinite sono anch'essi infiniti.

## Dimostrazione
Il teorema si divide in due casi, in base alla cardinalità di {\displaystyle A}.
Se la cardinalità di {\displaystyle A} è finita, il teorema di Cantor si dimostra semplicemente enumerando gli elementi dei due insiemi e confrontandone la cardinalità.
La cardinalità di {\displaystyle A} è {\displaystyle n}. La cardinalità di {\displaystyle {\mathcal {P}}(A)} corrisponde al numero di sottoinsiemi impropri generabili a partire dagli elementi di {\displaystyle A}, che risulta essere {\displaystyle 2^{n}}. Di conseguenza il teorema vale, dato che {\displaystyle 2^{n}>n,\ \forall n\in \mathbb {N} }.
Se la cardinalità di {\displaystyle A} è infinita, presi due insiemi generici {\displaystyle X} e {\displaystyle S}, per definizione stessa di cardinalità abbiamo che {\displaystyle |X|<|S|} se e solo se tutte le funzioni da {\displaystyle X} a {\displaystyle S} non sono suriettive (o equivalentemente ogni funzione iniettiva non è anche suriettiva).
Basta far vedere che non esiste una funzione {\displaystyle f} capace di mappare tutti gli elementi di un insieme qualsiasi {\displaystyle A} a tutti gli elementi di {\displaystyle {\mathcal {P}}(A)}.
Sia {\displaystyle f} una generica funzione da {\displaystyle A} a {\displaystyle {\mathcal {P}}(A)}:
{\displaystyle f\colon A\to {\mathcal {P}}(A).}
Un sottoinsieme con le proprietà appena descritte è dato dalla seguente costruzione, derivato dall'argomento diagonale di Cantor.
{\displaystyle B=\left\{x\in A:x\not \in f(x)\right\}\in {\mathcal {P}}(A).}
Tale sottoinsieme avrà come elementi costitutivi tutti gli elementi appartenenti ad {\displaystyle A}, che però non appartengono al sottoinsieme di cui sono controimmagine.
Supponiamo per assurdo quindi, che esista una funzione {\displaystyle f} suriettiva da {\displaystyle A} a {\displaystyle {\mathcal {P}}(A)} (e che quindi ogni elemento di {\displaystyle {\mathcal {P}}(A)} abbia controimmagine in {\displaystyle A}).
Necessariamente ci sarà un qualche valore {\displaystyle \xi \in A} la cui funzione {\displaystyle f(\xi )} sarà uguale a {\displaystyle B} . Ci sono ora due casi possibili:
{\displaystyle \xi \not \in B} oppure {\displaystyle \xi \in B.}
Allora si giunge alla seguente contraddizione:
{\displaystyle {\begin{aligned}\xi \in f(\xi )&\iff \xi \in B&&{\text{(dall'assunzione che }}f(\xi )=B{\text{)}};\\\xi \in B&\iff \xi \notin f(\xi )&&{\text{(per definizione di }}B{\text{)}}.\end{aligned}}}
Quindi non esiste un valore {\displaystyle \xi \in A} tale che {\displaystyle f(\xi )=B}.
Ossia, {\displaystyle B} non è nell'immagine di {\displaystyle f}, e {\displaystyle f} non mappa a tutti gli elementi di {\displaystyle A} in {\displaystyle {\mathcal {P}}(A)}. {\displaystyle f} non è suriettiva. Per completare il teorema non resta che trovare una funzione iniettiva {\displaystyle g\colon A\to {\mathcal {P}}(A).} Questa funzione è molto semplice ed è definita come la funzione identità che mappa {\displaystyle x} all'insieme contenente solamente {\displaystyle x} stesso:
{\displaystyle g(x)=\{x\}.}